# سانتاندر پرتغال
سانتاندر پرتغال (انگلیسی: Banco Santander Portugal) شرکت خدمات مالی و بانکداری پرتغالی است، که در سال ۱۹۸۸ تأسیس شد.